# حمية غذائية

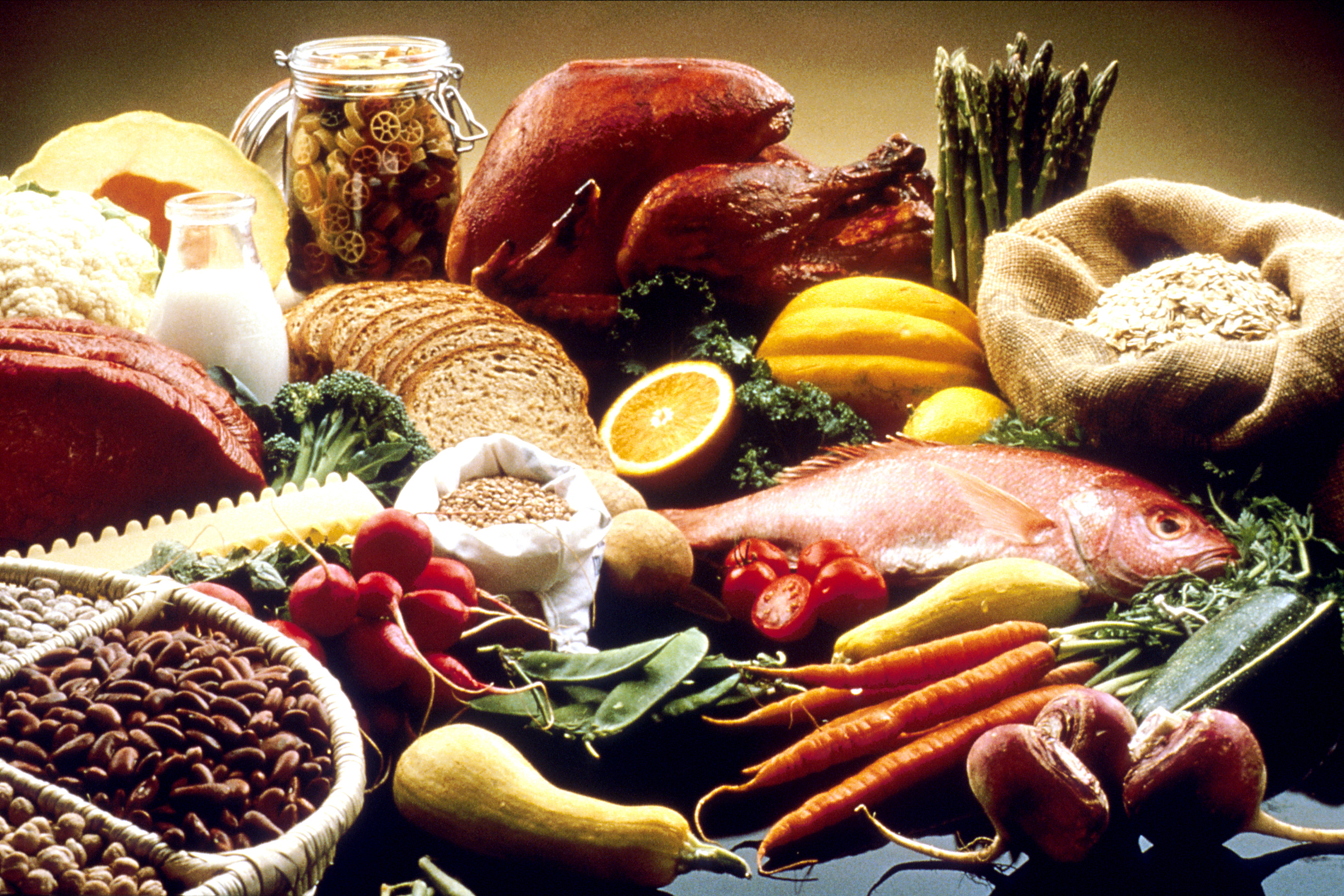
نماذج للأطعمة المشجعة من قبل معهد السرطان الأمريكي، وهي منخفضة الدهون أو عالية الألياف، مما يجعلها مناسبة عادة لمن يواجه مرض السكر

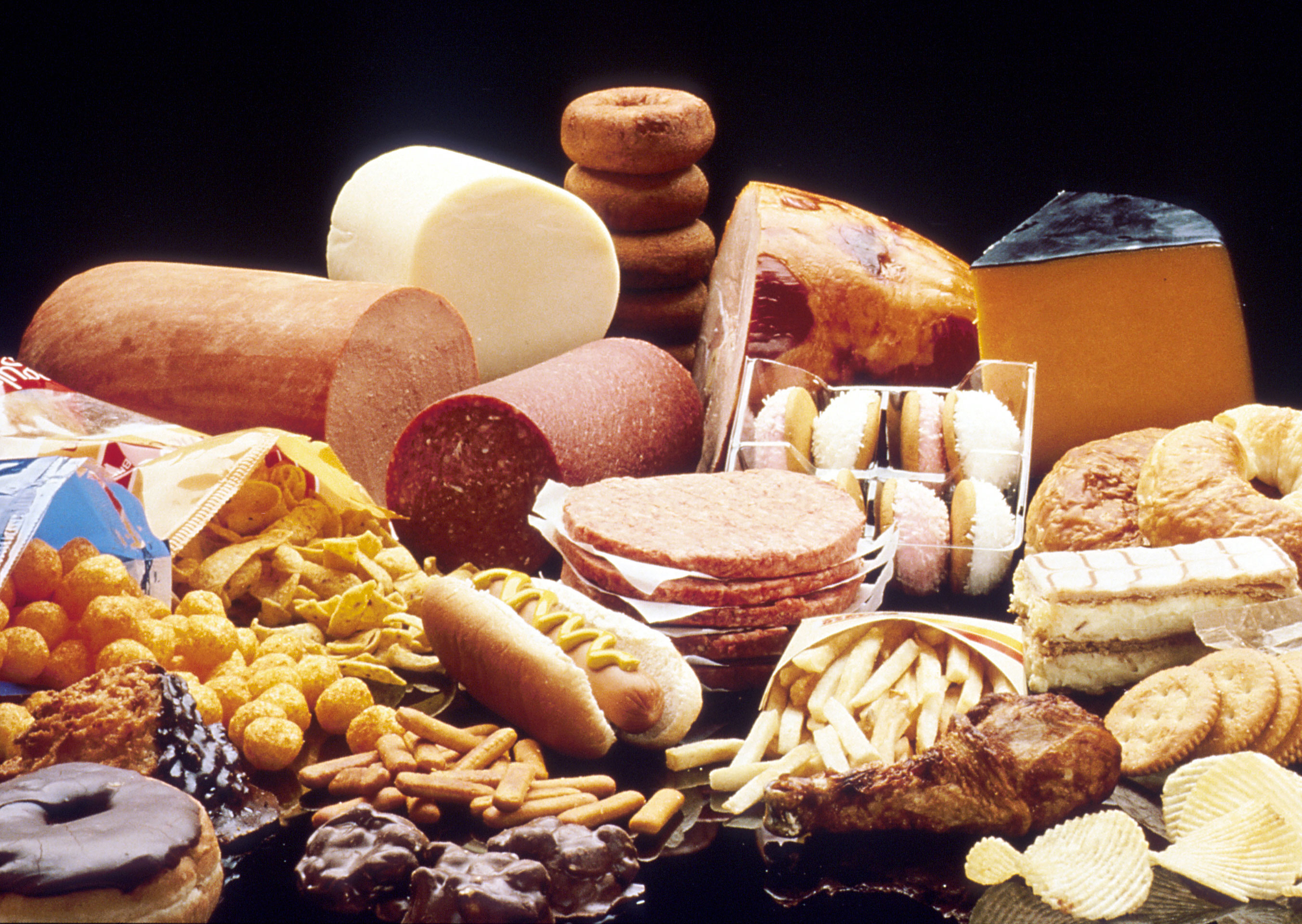
أطعمة ترتفع فيها نسبة الدهون

في مجال التغذية،  النظام الغذائي هو مجموع الأغذية التي يستهلكها الشخص أو أي كائن حي آخر. إن العادات الغذائية هي قرارات اعتيادية  يتخذها الشخص أو تحددها الثقافة عند اختيار الأطعمة التي سيتم تناولها. كلمة الحمية، غالبا ما تحمل في طياتها استخدام كميات محددة من الغذاء للحفاظ على الصحة أو لإدارة الوزن (غالبا ما يتصل الاثنان ببعضهما البعض). على الرغم من أن البشر يأكلون النباتات والحيوانات، إلا أنه في كل ثقافة  ولكل شخص بعض التفضيلات الغذائية أو بعض الأطعمة المحرمة، نظرا لأسباب أخلاقية أو الأذواق الشخصية. إن الخيارات الغذائية الفردية قد تكون صحية أو غير صحية.  تتطلب التغذية السليمة  البلع السليم، وعلى نفس القدر من الأهمية، امتصاص الفيتامينات والمعادن والطاقة الغذائية في شكل كربوهيدرات، وبروتينات، ودهون. تلعب العادات والاختيارات الغذائية دورا هاما في الصحة والفناء، ويمكنها تحديد الثقافات وهي تلعب أيضا دورا في الدين.

## الوجبات الغذائية التقليدية
إن الوجبات الغذائية التقليدية تأتي من السكان الأصليين مثل الهنود أو الخوى أو سكان أستراليا الأصليين. وغالبا ما تشمل هذه الوجبات - استيفاء للمطبخ الثقافي- الكثير من الزراعة العضوية والأغذية الموسمية وفقا لأصول الغذاء.
وتختلف النظم الغذائية التقليدية وفقا لتوافر الموارد المحلية، مثل الأسماك في المدن الساحلية، أو ثعابين البحر والبيض في مستوطنات مصب الأنهار، أو الاسكواشو والذرة والفاصولياء في البلدان الزراعية، فضلا عن العادات الثقافية والدينية والمحرمات. في بعض الحالات، قد حلت المحاصيل الحديثة  ذات العائد المرتفع محل المحاصيل والحيوانات الداجنة التي يتسم بها النظام غذائي التقليدي، ولم تعد متوفرة. وتسعى الأغذية بطيئة الحركة للتصدي لهذا الاتجاه والحفاظ على النظم الغذائية التقليدية.
وقد اقترحت دراسة حديثة أن الوجبات الغذائية التقليدية قد تكون أكثر توازنا مما كان يعتقد أولا. وتشير بحوث جديدة إلى أن الحبوب كانت جزء من النظام الغذائي للقدماء في إيطاليا وروسيا وجمهورية التشيك
القوت (بالإنجليزية: diet)‏ في علم التغذية هو مجموع المواد المغذية التي يستهلكها الكائن الحي.
وفي التغذية الطبية القوت (أو الحمية) هو نظام غذائي لتكييف الغذاء مع الحالة الصحية، إنها مرتبطة بالمريض ومنضبطة مع مرضه.
الالتزام به ضروري لأنه قد يمثل أساس العلاج (مرض السكري وفرط ضغط الدم.) بل أحيانا قد تكون هي العلاج (النملة.).
يتطلب الالتزام بالقوت وعيا حافزا وإرادة لتحملها والاستمرار فيها، 0معرفة بأنواع الأغذية (هناك أغذية محرمة وأغذية مباحة بتحفـظ وأغذية مباحة بإطلاق).
كل مرض له حمية لذا نميز فيها عدة أنواع، من أهمها:
- حمية فرط ضغط الدم لعلاج مرض ارتفاع ضغط الدم والوقاية منه.
- حمية مرض السكري بتجنب السكريات، بما فيها السكريات السريعة (كالسكر والتمر والعسل.)، والبطيئة (كالخبز ومشتقاته المعجنات والنشويات).
- حمية النقرس.
- حمية النملة.
- حمية الحصى الكلوي.
- حمية الكانديدا
- حمية BRAT

## أنواع الحميات
تتنوّع الحميات الغذائية بحسب الأهداف، فقد تكون لإنقاص الوزن أو تحسين الصحة العامة أو التعايش مع أمراض مزمنة. ومن أبرز هذه الأنظمة:
- الكيتو: ويعتمد على تقليل الكربوهيدرات لتحفيز الجسم على استخدام الدهون كمصدرٍ للطاقة. يُؤدي إلى فقدان وزن سريع، لكنه يتطلب انضباطًا صارمًا.
- الصيام المتقطع: يحد من توقيت الأكل لا نوعه، ويُسهّل خفض السعرات وتحسين الهضم.
- لو كارب: يُقلّل الكربوهيدرات ويعتمد على البروتين والدهون الصحية، مناسب لمرضى السكري ويساعد على الشبع.
- النظام النباتي الصارم: يعتمد على مصادر نباتية بالكامل، ويُحسّن الهضم والمزاج.
- حمية السعرات (CICO): تسمح بتناول أي طعام شرط ألا يتجاوز السعرات المحددة.[6]

### حميات حسب الغرض
- الحمية النظامية: هي التغذية أو الحمية المتوازنة التي تحتوي على العناصر الغذائية الضرورية للمحافظة على الصحة. ويحتاج المرء إلى البروتينات لبناء الأنسجة، والدهن، والسكر والكربوهيدرات للتزود بالطاقة والحرارة. أما المعادن والفيتامينات، فهي ضرورية للنمو والمحافظة على الأنسجة، وتنظيم وظائف الجسم. وأية تغذية ينقصها أي عنصر غذائي ضروري يمكن أن تسبب أمراض نقص من نوع ما، فمثلا نقص الفيتامين (أ) يسبب العمى الليلي، ونقص الفيتامين (ج) يسبب الإسقربوط.
- الحميات من أجل التحكم في الوزن: تقاس قيمة الطاقة التي في الطعام وتلك المستهلكة في النشاط اليومي بالوحدات الحرارية التي تدعى كيلو حراريات. هذه المقاييس يشار إليها أيضا على أنها سعرات حرارية الطعام أو مجرد حراريات. انظر: السعر الحراري. وترتكز الحميات لزيادة أو إنقاص الوزن على كمية الحراريات الواردة إلى الجسم من الغذاء، وكمية السعرات الحرارية المستهلكة في النشاط. وحين يتلقى الناس كمية من الحراريات أكثر من التي يستهلكونها، فسوف يزداد وزنهم، وإذا تلقوا كميات أقل من التي يستهلكونها، فسوف يفقدون الوزن. ويجب أن تحتوي الحمية التي تهدف إلى إنقاص أو زيادة الوزن على جميع عناصر الغذاء، كما يجب على الناس أن يقوموا باستشارة طبيب قبل البدء في تلك الحمية.
- الحميات الخاصة: يمكن وصفها للناس الذين يشكون من أمراض معينة. فمثلا، يحتاج الجسم السليم إلى السكر ولايحتاج إليه المريض بالداء السكري الذي يجب أن يحد من استعمال السكر. ويمكن أن يصف الأطباء حميات تخفيف الملح للمرضى الذين لديهم أمراض قلب أو كلية.[7]